# Jugoslavija na Svetovnem prvenstvu v hokeju na ledu 1983
Jugoslavija je na Svetovnem prvenstvu v hokeju na ledu 1983 B, ki je potekalo med 21. in 31. marcem 1983 na Japonskem, s šestimi porazi in remijem osvojila osmo mesto in izpadla iz skupine B svetovnega hokeja.

## Tekme
| 21. marec 1983 | Japonska | 3–2 | Jugoslavija | Tokio |

| Poročilo tekme | Poročilo tekme | Poročilo tekme | Poročilo tekme | Poročilo tekme |
| -------------- | -------------- | -------------- | -------------- | -------------- |
|                |                | (0:0,2:1,1:1)  |                |                |

| 22. marec 1983 | ZDA | 13–2 | Jugoslavija | Tokio |

| Poročilo tekme | Poročilo tekme | Poročilo tekme | Poročilo tekme | Poročilo tekme |
| -------------- | -------------- | -------------- | -------------- | -------------- |
|                |                | (1:0,6:0,6:2)  |                |                |

| 24. marec 1983 | Poljska | 12–2 | Jugoslavija | Tokio |

| Poročilo tekme | Poročilo tekme | Poročilo tekme | Poročilo tekme | Poročilo tekme |
| -------------- | -------------- | -------------- | -------------- | -------------- |
|                |                | (4:1,3:0,5:1)  |                |                |

| 26. marec 1983 | Romunija | 7–7 | Jugoslavija | Tokio |

| Poročilo tekme | Poročilo tekme | Poročilo tekme | Poročilo tekme | Poročilo tekme |
| -------------- | -------------- | -------------- | -------------- | -------------- |
|                |                | (3:2,2:3,2:2)  |                |                |

| 28. marec 1983 | Norveška | 6–2 | Jugoslavija | Tokio |

| Poročilo tekme | Poročilo tekme | Poročilo tekme | Poročilo tekme | Poročilo tekme |
| -------------- | -------------- | -------------- | -------------- | -------------- |
|                |                | (1:2,1:0,4:0)  |                |                |

| 30. marec 1983 | Švica | 4–1 | Jugoslavija | Tokio |

| Poročilo tekme | Poročilo tekme | Poročilo tekme | Poročilo tekme | Poročilo tekme |
| -------------- | -------------- | -------------- | -------------- | -------------- |
|                |                | (1:0,3:0,0:1)  |                |                |

| 31. marec 1983 | Avstrija | 5–2 | Jugoslavija | Tokio |

| Poročilo tekme | Poročilo tekme | Poročilo tekme | Poročilo tekme | Poročilo tekme |
| -------------- | -------------- | -------------- | -------------- | -------------- |
|                |                | (2:1,2:1,1:0)  |                |                |